# 皮肉の引用符
皮肉の引用符（ひにくのいんようふ、英語: scare quotes, shudder quotes, sneer quotes, quibble marks）とは、それで囲まれた単語やフレーズが、文字通りの意味ではなく特別な意味で、もしくは皮肉を込めて使用していることを作者が読み手に知らせるために使用される引用符である。この引用符は、著者が他の誰かの用語を使用して、その表現の前に「いわゆる」(so-called) というフレーズを置くのと同等の意味合いを示したり、その表現に対する懐疑や意見の不一致、または、その言葉を誤用している、あるいは元の表現の作者が引用符で囲まれた言葉とは反対の意味を意図しているということを暗示する場合もある。

## 歴史
scare quotes という用語は、イギリスの哲学者エリザベス・アンスコムが、1956年に哲学の論文誌『マインド』に寄稿した "Aristotle and the Sea Battle"（アリストテレスと海戦）という題名のエッセイで約物に言及する際に作り出したものである。皮肉や疑わしさを示す表現に何らかの記号を使用することは、はるか昔にまで遡る。古代ギリシャでは、その目的のためにdiple periestigmeneという記号（"＞"の上下に点を打った記号）が使用された。1990年代から、皮肉の引用符の使用が急に非常に広まった。特に、ポストモダンの作家たちは、皮肉の引用符を含む括弧の使用法について理論立てをし、著作で頻繁に使用することの理由とした。

## 使用法
作家たちは、様々な理由で皮肉の引用符を使用する。それは、引用符で囲まれた言葉やアイデアに対する疑念や曖昧さ、あるいは完全な侮蔑を暗示する。
それは、作者が意図的に単語やフレーズを誤用していることや作家が引用文の文章を信用していないことを示したり、作者が引用部の内容に対する責任を否定したりするためにも使われる。一般に、この表現は、作者が引用部分と自身との間の距離を表明したいときに使用される。

使用例: 
Some "groupies" were following the band.
何人かの「グルーピー」がそのバンドを支援していた。
皮肉の引用符は、囲まれている言葉をその作者は普段は使わないこと、または「グルーピー」という言葉やそれが指す人々にこの言葉を適用することついて疑わしいものがあると作者が考えていることを示している可能性がある。。皮肉の引用符によって作者が意図することの正確な意味は、さらなる文脈がなければ明確にはならない。
皮肉の引用符は、引用に設定された単語の問題化を示唆するために仕様される場合がある。

## 批判
一部の専門家は、皮肉の引用符を使用しないことを推奨している。それは、作者に距離を置き、読者を混乱させる可能性があるためである。
編集者のグリール・マーカスはケース・ウェスタン・リザーブ大学での講演で、皮肉の引用符は「敵」("the enemy")だと説明し、「（皮肉の引用符は）物語 (narrative) を殺し、話術(storytelling) を殺す。……それは作者自身の言葉に対する作者の攻撃である」と述べた。皮肉の引用符は遍在するものとして記述されており、それらを使用して、真実、現実、事実、理由、客観性に対する不信を表現している。政治評論家のジョナサン・チャイトは、『ニュー・リパブリック』で次のように書いている。「皮肉の引用符は、それを証明せずにほのめかしをするための、またはあなたがほのめかしているものを必然的に明確にするための、完璧な道具である。」
1982年、哲学者のデイビッド・ストーブは、哲学において、「知識」や「発見」といった認知的達成を暗示する単語を無効化または一時停止する手段として、皮肉の引用符が使用される傾向があると考察した。

## 会話において
音声会話では、皮肉の引用符の代わりに、両手で引用符のジェスチャーを行う「エアクオート」が使用される。また、引用部分の前後に "quote"、"unquote" と言ったり、引用部分の前または後で "quote unquote" と言ったりする。この方法は、通常の、文字通りの意味での引用にも使用される。